# Liopsetta
Liopsetta is een geslacht van straalvinnige vissen uit de familie van schollen (Pleuronectidae). Het geslacht is voor het eerst wetenschappelijk beschreven in 1864 door Gill.

## Soorten
- Liopsetta glacialis (Pallas, 1776)
- Liopsetta pinnifasciata (Kner, 1870)